# Wir sind vom K. u. K. Infanterie-Regiment
Wir sind vom K. u. K. Infanterie-Regiment ist eine deutsche Stummfilmkomödie aus dem Jahre 1926 von Richard Oswald mit Mary Kid und Paul Heidemann in den Hauptrollen.

## Handlung
In Österreich-Ungarn, in der „guten, alten Zeit“: Lilly von Fahrnbach, Tochter eines k.u.k.-Obersten, hat sich in den jungen Pepi Pfundmeier verliebt, der sich aufgrund des Faibles des alten Herren für alles Militärische kurzerhand als Leutnant ausgibt, um sich beim Herrn Papa nicht von Anfang an alle Chancen bezüglich dessen Tochter zu vermasseln. Eines Tages ereilt Pepi der Befehl, sich als Reservist zu melden. Pepi hat nun alle Hände voll zu tun, dem Vater nicht zu begegnen und es allen recht zu machen. Dementsprechend kommt es erwartungsgemäß zu zahlreichen Komplikationen, die für ein ordentliches Durcheinander in der Truppe sorgen. Schließlich ist Oberst Fahrnbach doch noch bereit, dem jungen Mann seine Lilly zur Frau zu geben.

## Produktionsnotizen
Wir sind vom K. u. K. Infanterie-Regiment entstand im April und Mai 1926 in Berlins Efa-Filmstudio bzw. in Wien (Außenaufnahmen). Der Film passierte am 28. Juni 1926 die Filmzensur, ein Jugendverbot wurde erteilt. Die Uraufführung des Siebenakters mit einer Länge von 2681 Metern erfolgte am 1. Juli 1927 im Berliner Alhambra-Kino am Kurfürstendamm.
Heinrich C. Richter entwarf die Filmbauten, Hans Otto war militärischer Berater.

## Wissenswertes
Der Filmtitel orientiert sich an dem berühmten, gleichnamigen Militärmarsch der Österreich-ungarischen Hoch- und Deutschmeister.

## Kritik
Paimann’s Filmlisten resümierte: „Das Sujet ist oft etwas uneinheitlich, sonst aber flott, mit Kasernenhofwitzen verbrämt. Die Darstellung im allgemeinen recht gut, die Aufmachung zufriedenstellend.“